# And the Forests Dream Eternally
And the Forests Dream Eternally é o título de um EP da banda polaca de black metal, Behemoth, lançado em 1993.
| Críticas profissionais                                                      | Críticas profissionais |
| Avaliações da crítica                                                       | Avaliações da crítica  |
| Fonte                                                                       | Avaliação              |
| --------------------------------------------------------------------------- | ---------------------- |
| Allmusic                                                                    | [ 2 ]                  |
| PiercingMetal                                                               | [ 3 ]                  |
| Esta tabela precisa de ser acompanhada por texto em prosa. Consulte o guia. |                        |

## Faixas
1. "Transylvanian Forest" – 5:35
2. "Moonspell Rites" – 6:01
3. "Sventevith (Storming Near the Baltic)" – 5:59
4. "Pure Evil and Hate" – 3:08
5. "Forgotten Empire of Dark Witchcraft" – 4:11

Sendo a faixa 04 um tributo à banda Bathory e a faixa 08 uma versão gravada em 1997.